# آیدا کاکس
آیدا کاکس (انگلیسی: Ida Cox؛ ۲۵ فوریهٔ ۱۸۹۶ – ۱۰ نوامبر ۱۹۶۷
knoxville، تنسی) یک موسیقی‌دان اهل ایالات متحده آمریکا بود.